# 시에르핀스키 공간
일반위상수학에서 시에르핀스키 공간(Sierpiński空間, 영어: Sierpiński space)은 두 개의 점만을 갖고, 그 가운데 하나만이 닫힌 점인 위상 공간이다.

## 정의
두 개의 점을 갖는 집합
{\displaystyle S=\{0,1\}}
위에 다음과 같은 위상을 부여하자.
{\displaystyle {\mathcal {T}}=\{\varnothing ,\{1\},\{0,1\}\}}
그렇다면 {\displaystyle (S,{\mathcal {T}})}는 위상 공간을 이루며, 시에르핀스키 공간이라고 한다.

## 성질
시에르핀스키 공간은 다음과 같은 성질들을 만족시킨다.
- 콜모고로프 공간이다.
- T1 공간이 아니다.
- 정칙 공간이 아니다. (따라서 거리화 가능 공간이 아니다.)
- 완비 정규 공간이다.
- 완전 정규 공간이 아니다.
- 경로 연결 공간이다. (따라서 연결 공간이다.)
- 기본군을 비롯한 모든 호모토피 군이 자명군이다.
- 이산 값매김환의 스펙트럼과 위상동형이다. 이 경우, 닫힌 점 0은 유일한 극대 아이디얼에, 일반점 1은 영 아이디얼에 대응한다.

## 참고 문헌
- Steen, Lynn Arthur; J. Arthur Seebach, Jr. (1978). 《Counterexamples in topology》 (영어) 2판. Springer. doi:10.1007/978-1-4612-6290-9. ISBN 978-0-387-90312-5. MR 507446. Zbl 0386.54001.